# Józef Jachimek
Józef Jachimek (ur. 9 stycznia 1902 w Dobromilu, zm. 21 grudnia 1982 w Ostrowie Wielkopolskim) – polski pisarz i pedagog.
W latach 1926–1961 nauczyciel, a po II wojnie światowej organizator i dyrektor Gimnazjum Męskiego (później Gimnazjum i Liceum) w Ostrowie Wielkopolskim. Był cenionym pedagogiem i filologiem, animatorem gimnazjalnego ruchu teatralnego, redaktorem cenionego szkolnego miesięcznika „Promień”. Publikował prace filologiczne, pisał i wystawiał sztuki. Członek Związku Zawodowego Literatów Polskich.
Odznaczony m.in. Srebrnym Krzyżem Zasługi. W Ostrowie uhonorowany ulicą jego imienia oraz portretem w galerii w I Liceum Ogólnokształcącym im. Kompałły i Lipskiego (d. Gimnazjum Męskie).